# Kostel svaté Barbory (Dubice)
Poutní kostel svaté Barbory v Dubicích je sakrální stavbou postavenou v dominantní poloze na hraně svahu nad levým břehem řeky Labe. Je chráněn jako kulturní památka České republiky.

## Historie

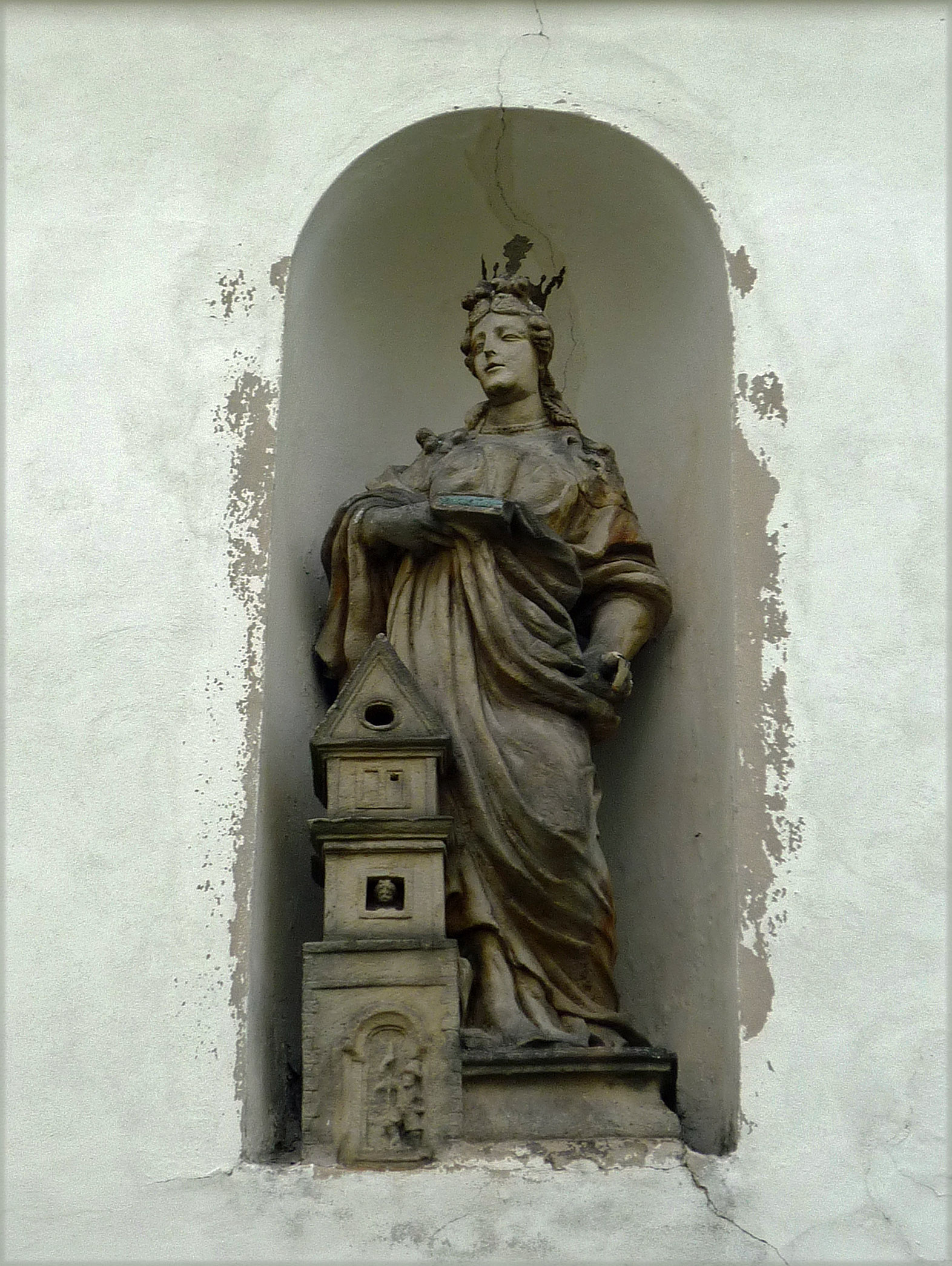
Socha svaté Barbory v Dubici

Stranou od obce Dubice byla v polovině 14. století postavena gotická kaple sloužící jako rodinná a pohřební kaple Sršům z Dubice. S největší pravděpodobností byla zasvěcena Panně Marii. Roku 1579 postavil Jindřich Kauč z Kauče v Dubičkách na místě této kaple rytíře z Kamýka luteránský kostel svaté Barbory. V letech 1589–1595 byl kostel dále přestavěn. Za třicetileté války v letech 1634–1643 byl kostel pobořen a po roce 1643 začal být opravován. Kostel se za protireformace stal katolickým. K další úpravě došlo roku 1820 po požáru vsi.

Není známo, kdy přesně začali Dubice navštěvovat poutníci, ale pravděpodobně se tak dělo již před zahájením reformace. Mimo úcty k Panně Marii zde byla uctívána i socha sv. Barbory. Po skončení třicetileté války na místo začínají proudit poutníci z širokého okolí a jejich počet stále stoupal. Hlavní pouť bývala 1. května a organizovali ji zpravidla ústečtí dominikáni. Postupně byly slaveny tři velké poutě: 1. května mariánská, 22. července svaté Máří Magdalény a 4. prosince svaté Barbory. Mše se v kostele koná každou třetí neděli měsíci.
Duchovní správci kostela jsou uvedeni na stránce: Římskokatolická farnost Stebno u Ústí nad Labem.

## Architektura
Kostel je orientovanou stavbou. Má obdélný půdorys. Je jednolodní s polygonálním presbytářem a polygonální zvonicí nad lodí. Nad polokruhem zakončeným portálem v průčelí kostela se nachází nika se sochou svaté Barbory ze 17. století. Průčelí je zakončeno pozdně renesančním štítem, který je členěný římsami. Má stupňovitě proláklá křídla s čučky a je završeno segmentem.
Uvnitř kostela je zděná kruchta s funkčními varhanami. Loď má plochý strop. V klenbě presbytáře se nachází jedno pole křížové klenby. Závěr je sklenut paprsčitě. Ve východním průčelí věže je umístěn bohatě zdobený zvon z roku 1595 od Brikcího z Cimperka.
K vybavení kostela patří dva boční barokní oltáře s obrazy sv. Máří Magdalény a Ukřižování, které jsou signovány J. Heřmann 1895. Na hlavním oltáři se nachází pozdně gotická socha sv. Barbory z dvacátých let 16. století. V presbytáři je barokní socha svatého Kryštofa z poloviny 18. století.